# Чертково (Ростовская область)
Чертко́во — посёлок в Ростовской области Российской Федерации, административный центр Чертковского района и Чертковского сельского поселения.
Расположен на границе Российской Федерации и Украины и образует практически единый населённый пункт с сопредельным посёлком Меловое Меловского района Луганской области. Имеет статус посёлка городского типа.

## География
Через посёлок пролегает железнодорожная магистраль Северо-Кавказской железной дороги (станция Чертково), которая служила фактически разделительной полосой между российской стороной (посёлок Чертково) и украинской (посёлок Меловое Меловского района Луганской области).
С 1991 года государственная граница между Россией и Украиной проходит по улице Дружбы народов, расположенной южнее железнодорожной линии. Таким образом, дома по чётной стороне улицы российские, а по нечётной — украинские. Соответственно, посёлки находятся в разных часовых поясах и имеют разницу во времени.
Посёлок расположен в пятикилометровой приграничной зоне, поэтому на въезде в него находится пограничный таможенный пост «Чертково».

### Климат
В Чертково умеренный континентальный климат. Зима умеренно-холодная, лето жаркое и продолжительное.
| Показатель                    | Янв. | Фев. | Март | Апр. | Май  | Июнь | Июль | Авг. | Сен. | Окт. | Нояб. | Дек. | Год |
| ----------------------------- | ---- | ---- | ---- | ---- | ---- | ---- | ---- | ---- | ---- | ---- | ----- | ---- | --- |
| Средняя температура, °C       | −5,4 | −5,6 | −0,1 | 9,1  | 15,6 | 19,8 | 22,0 | 20,9 | 14,7 | 7,9  | 0,7   | −4,3 | 7,9 |
| Норма осадков, мм             | 48   | 41   | 36   | 33   | 40   | 61   | 63   | 34   | 47   | 44   | 48    | 51   | 546 |
| Источник: ФГБУ "ВНИИГМИ-МЦД". |      |      |      |      |      |      |      |      |      |      |       |      |     |

## История

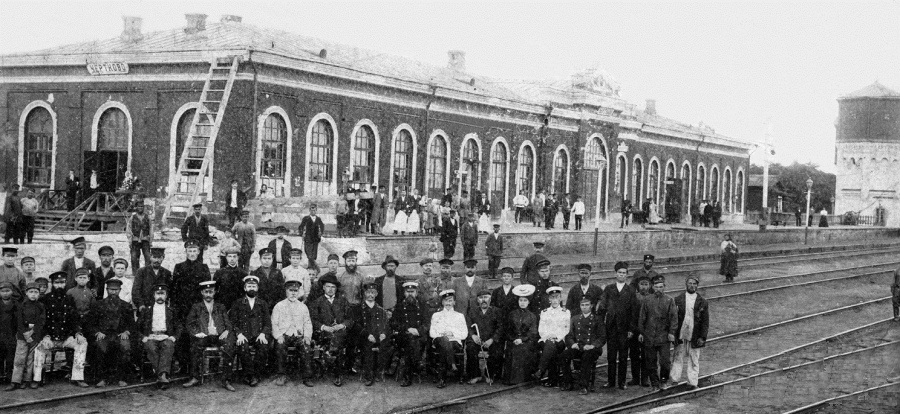
Вокзал в Чертково

Дата основания населённого пункта Чертково точно неизвестна. История посёлка началась в связи со строительством Воронежско-Ростовской железной дороги (впоследствии участка Юго-Восточной железной дороги) на границе области Войска Донского и Харьковской губернии — стала функционировать железнодорожная станция Чертково. Станция была заложена 8 июля 1869 года и названа в честь Войскового атамана Михаила Ивановича Черткова, по ходатайству которого и была начата прокладка железнодорожной линии.
В 1871 году при строительстве земляного полотна железной дороги были установлены столбы с телеграфной линией из двух проводов. На станции Чертково, как и на других станциях, был установлен аппарат Морзе. Первоначально посёлок состоял из бараков, нескольких жилых домов, землянок, других строений, которые располагались вдоль железной дороги. Здесь стояли также церковь, питейный дом, ночлежка, а дальше — до самой реки Меловой — простиралась степь.
В списке населённых пунктов области Войска Донского на 1873 год упоминается станция Чертково Воронежско-Ростовской железной дороги. Тогда станция состояла из каменного пассажирского здания вокзала, пассажирской и двух товарных платформ, паровозного депо на 12 единиц, резервуара для воды, двух каменных и восьми деревянных домов, бани, прачечной с тремя печами и других подсобных помещений. Как станция II класса Чертково было оборудовано буфетами, книжными и газетными киосками.
На карте 1876 года значится станция Чертково.
К началу XX века пристанционный посёлок крепнет: строятся больница и здание железнодорожного вокзала, открываются железнодорожная школа и одноклассное училище.
В 1905 году, во время первой русской революции в России, с созданием Юго-Восточного отдела Всероссийского союза железнодорожников на станции Чертково был образован комитет, который осуществлял руководство революционной борьбой рабочих и служащих участка дороги.
С 1929 года имел статус рабочего посёлка. В 1993 году посёлок городского типа Чертково преобразован в сельский населённый пункт.
После провозглашения независимости Украины посёлок оказался на границе, здесь был оборудован таможенный пост «Чертково». Посёлки Меловое (Украина) и Чертково (Россия) разделяет улица Дружбы народов, длиной около трёх километров, которая является одновременно государственным рубежом.
В сентябре 2018 года посередине улицы Дружбы народов российскими пограничниками был возведён забор из колючей проволоки, все свободные проезды были перекрыты. Пересечение границы допускается только в официальных пунктах пропуска, нахождение в приграничной полосе запрещено.

## Население
| 1939 | 1959  | 1970  | 1979    | 1989    | 2002    | 2010    |
| ---- | ----- | ----- | ------- | ------- | ------- | ------- |
| 6498 | ↗9104 | ↗9399 | ↗11 303 | ↘10 751 | ↗11 029 | ↘10 814 |

### Известные уроженцы
- Николай Улитин (1923 — 2 января 1944) — Герой Советского Союза.
- Николай Батурин-Замятин (6 декабря 1877 — 23 ноября 1927) — российский и советский партийный деятель, публицист, историк, член редколлегии газеты «Правда» (1918‒1919)[17].

## Транспорт

### Железнодорожный
Ранее, до открытия в 2017 году ветки в обход Украины, на железнодорожной станции Чертково осуществлялось пригородное сообщение с Ростовом-на-Дону. Также здесь осуществлялось дальнее пассажирское сообщение с Анапой, Москвой, Екатеринбургом и другими городами страны. Сейчас ближайшей к Черткову станцией, где останавливаются поезда дальнего следования, является Кутейниково, в 24 км от центра посёлка. В ноябре 2018 года отменили и пригородное сообщение. Со стороны Миллерова электрички идут только до Шептуховки.

### Автомобильный
Через посёлок Чертково пролегает автодорога, соединяющая федеральную автодорогу М4 «Дон» (Москва — Ростов-на-Дону — Краснодар — Новороссийск) и Харьков. Российский участок дороги начинается в районе села Алексеево-Лозовское и заканчивается на пограничном ДАПП «Чертково».

## Достопримечательности
- Чертковский историко-краеведческий музей